# Mothers against decapentaplegic
Mothers against decapentaplegic (MAD, dSMAD) ist ein Protein aus der Gruppe der SMAD-Proteine in Taufliegen.

## Eigenschaften
MAD wurde als erster Vertreter der Gruppe in Taufliegen entdeckt und wurde Bestandteil des Namens der Proteingruppe. Manche Mutationen (G409S) im Gen mad der Mutter verhindern eine Genexpression des essentiellen Gens Decapentaplegic im Embryo und ist ein Letalfaktor in der folgenden Generation, wodurch die Bezeichnung des Gens entstand. Beim Menschen existieren verschiedene homologe Isoformen (MAD1–7, MAD9). MAD ist der Effektor im BMP-Signalweg. Weiterhin ist MAD an verschiedenen Prozessen der Embryonalentwicklung beteiligt, z. B. bei der Entwicklung neuromuskulärer Synapsen. MAD bindet ein Zinkion und bindet als Transkriptionsfaktor an DNA.